# Michael Switil
Michael Switil (* 22. März 1997) ist ein österreichischer Fußballspieler.

## Karriere
Switil begann seine Karriere bei der ASV Salzburg. 2009 wechselte er zum USK Anif. 2011 ging er in die AKA Salzburg. Sein Profidebüt gab er für den FC Liefering am 12. Spieltag 2015/16 gegen die Kapfenberger SV. Im Winter 2015/16 wurde er Kooperationsspieler des USK Anif.
In der Saison 2015/16 stand er neben seinem Engagement in Liefering im Kader des FC Red Bull Salzburg für die UEFA Youth League.
Im Jänner 2017 wurde er an den Regionalligisten SV Grödig verliehen.
Zur Saison 2017/18 wechselte er zum viertklassigen SV Bürmoos.